# 세미프레도

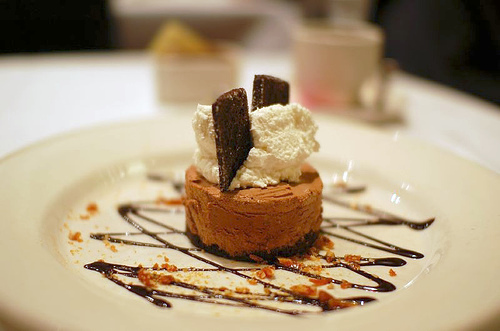

세미프레도 (Semifreddo)는 이탈리아의 전통 아이스크림 케이크이다. 반쯤 얼어 있는 커스타드빵으로 볼 수 있는데 과일 타르트의 일종이다. 무스와 같은 형태이며 이스크림과 휘핑크림을 같이 써서 만든다. 보통은 젤라토를 이용하여 만드는 케이크이다.

## 참고 자료
- 세미프레도 조리법